# Samothrake
Samothrake (grekiska: Σαμοθράκη, turkiska: Semenderek) är en grekisk ö, belägen i nordligaste delen av Egeiska havet, det så kallade Thrakiska havet. Den är en självstyrande kommun Dimos Samothrace i prefekturen Evros i regionen Östra Makedonien och Thrakien.

## Geografi
Ön är 17 km lång och 178 km2 stor, och har en befolkning på 2 723 (2001). Dess främsta industrier är fiske och turism.  Naturresurser på ön är bland andra granit och basalt. Samothrake består till största delen av en från väster till öster löpande bergmassa, och är en av de mest kuperade grekiska öarna. Öns högsta spets är Fengari, förr kallat Saoke (1 611 m ö.h.). På norra kusten finns ruiner av staden Palaiopolis.

## Historik
Ön beboddes först av pelasger och fenicier, sedan av trakisk-grekisk befolkning och var under antiken berömd för sina mysterier, där man dyrkade kabirerna. Den var skattskyldig under atenarna, och spelade ingen självständig roll i Greklands historia, blev år 70 införlivad med romerska öprovinsen och erövrades 1204 av venetianerna. År 1457 intogs den av Osmanska riket under Mehmet II. I slutet av 1800-talet och början av 1900-talet gjordes betydande arkeologiska fynd där.
Historikern och munken Theofanes Confessor förvisades av Leo V till ön under 810-talet, och levde sedan sina sista år på ön.